# Amerikák hídja
Az Amerikák hídja (spanyolul: Puente de las Américas) a Panama-csatorna fölött átívelő hidak közül a legrégebbi.

## Története
A Panama-csatorna 20. század eleji felépítése után a szárazföld híd nélkül, kettévágva maradt. 1931-ben körülbelül azon a helyen, ahol ma az Amerikák hídja húzódik, kompokat állítottak szolgálatba, azonban ezekkel az átkelés nagyjából egy órát vett igénybe. A panamaiak 1925 óta szorgalmazták a hídépítést az amerikai kormánynál (a csatorna és annak körülbelül 8 km-es sávja amerikai fennhatóság alatt állt), ám csak az 1955-ös Remón–Eisenhower-szerződés hozott eredményt. A 20 millió dollárba kerülő munkálatok 1959 szeptemberében (más forrás szerint 1959. december 23-án) kezdődtek, tervezőjük a Saint Louis-i Sverdrup Parcel és társai cég volt, a kivitelező a texasi John F. Beasly & Company. Az építkezéshez felhasznált acélt Németországból hozták. 1962. május 16-án helyezték el a középső acél hídgerendát, amely összekapcsolta a két part irányából építeni kezdett részeket: ez 21,3 méter hosszú volt és 98 tonnát nyomott.
Bár a panamaiak az építkezés kezdetétől fogva Amerikák hídja néven emlegették, az amerikai kongresszusi tag, Daniel Flood az avatás előtt több hónappal bejelentette, hogy a híd neve Thatcher-komphíd lesz annak a Maurice Thatchernek a tiszteletére, akinek nevét egyébként a korábban itt üzemelő kompok már eddig is viselték. A névvita odáig fajult, hogy személyesen John Fitzgerald Kennedy elnököt is elérte, aki azt javasolta Thatchernek, mondjon le a dicsőségről, és hagyja, hogy a híd ne róla legyen elnevezve. A kilencvenes éveiben járó Thatcher ebbe azonban nem egyezett bele. 1962. október 2-án a panamai parlament törvényt hozott arról, hogy Panamában a hidat minden hivatalos dokumentumban Amerikák hídja néven kell említeni, eközben viszont az amerikaiak által irányított csatornazóna 4 centavós emlékbélyegeket adott ki az általuk Thatcher-hídnak nevezett építmény felavatása alkalmából.
A hidat 1962. október 12-én avatták fel. Az előzetes tervek úgy szóltak, hogy reggel 9-től a csatornazóna rendőrségének és a Nemzeti Gárdának a zenekara játszik, utána avatóbeszédek jönnek, átvágják a vörös szalagot, majd ágyúlövések, a csatornán haladó hajók üdvözlő kürtjelei, valamint helikopterek és repülőgépek díszrepülése után a meghívott vendégek rálépnek a hídra, amire 11 órától minden résztvevőnek lehetősége lesz, végül 15 órakor megnyitják a hidat a gépjárműforgalom előtt is. Az avatóbeszédek meg is kezdődtek: a panamai Max Delvalle miniszter végig Amerikák hídjának nevezte az építményt, az utána következő amerikai George W. Ball pedig kerülte, hogy bármilyen konkrét nevet is említsen. Ennek ellenére még a beszéd befejezése előtt panamai diákok egy csoportja El Chorrillo irányából hangoskodva a helyszínre vonult, magukkal hozva egy nagy méretű feliratot: Puente de las Américas Sí. Thatcher Ferry Bridge No. Voltak, akik köveket is dobáltak, és az egyik rendőrkordont áttörve sikerült 6 méterre megközelíteniük az ünnepség vendégeit, akiket végül a rendőrség menekített ki. Az ünnepség véget ért.
Az 1964. január 9-i tüntetések miatt az amerikai hadsereg több napra lezárta a hidat, így az ország közlekedése szinte megbénult.
A pánamerikai főútvonal részét képező hídon kezdetben körülbelül napi 9500 jármű haladt át, ez a szám 2004-re azonban 35 000-re nőtt. Emiatt döntöttek egy második híd, a Centenáriumi híd felépítéséről.

## Leírás
A híd a Panama-csatornát annak déli részén, Panamaváros mellett keresztezi. Hossza 1654 méter, 118 méterrel húzódik a víz fölött, acélszerkezete 16 975 tonnát nyom. Leglátványosabb eleme az egymástól 344 méterre álló középső hídlábak közötti íves acélszerkezet, amelyről a középső rész acélkábeleken lóg. Útpályája négy sávos, emellett járdával is rendelkezik.

## Képek

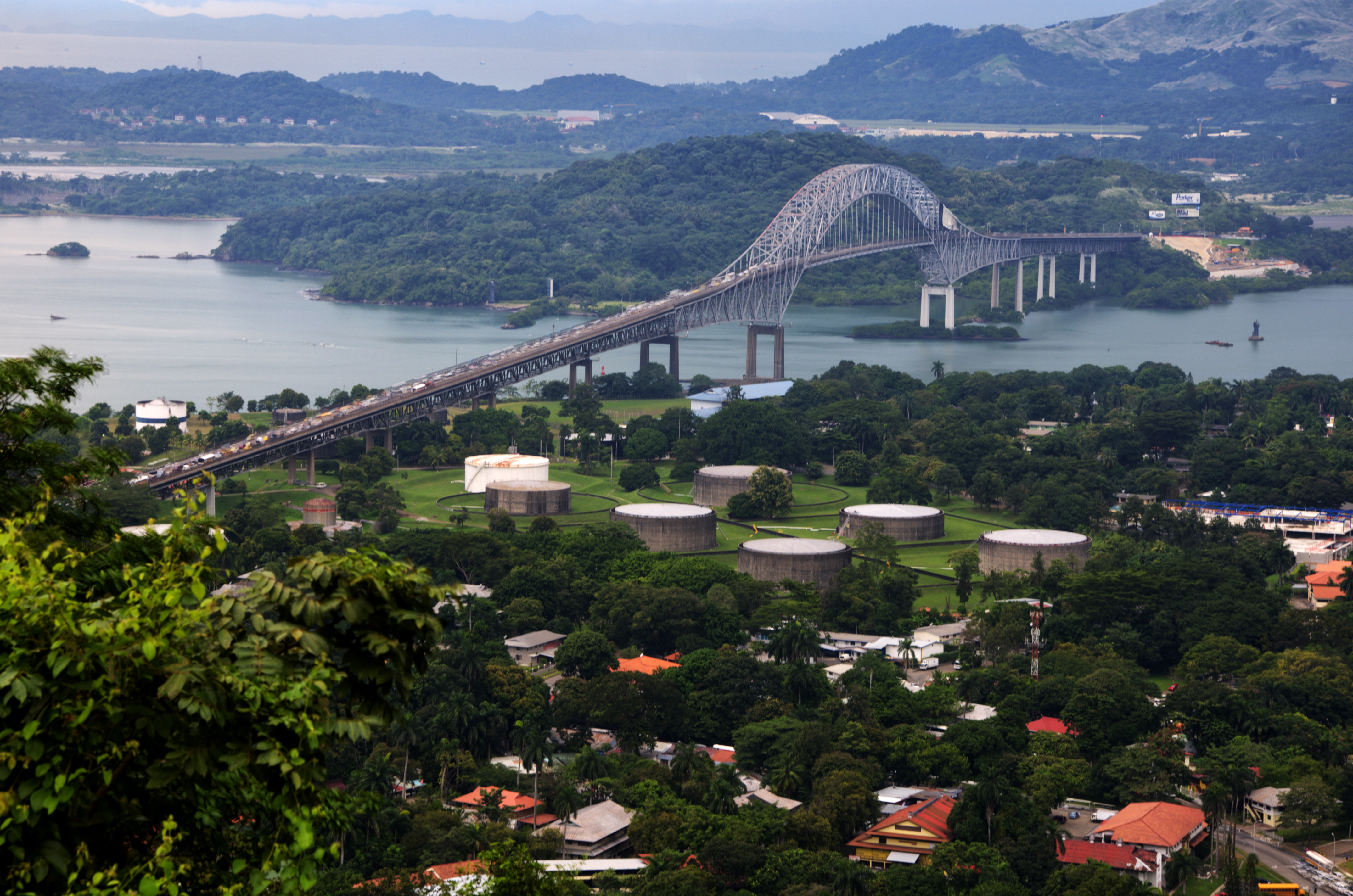
A híd és környezete
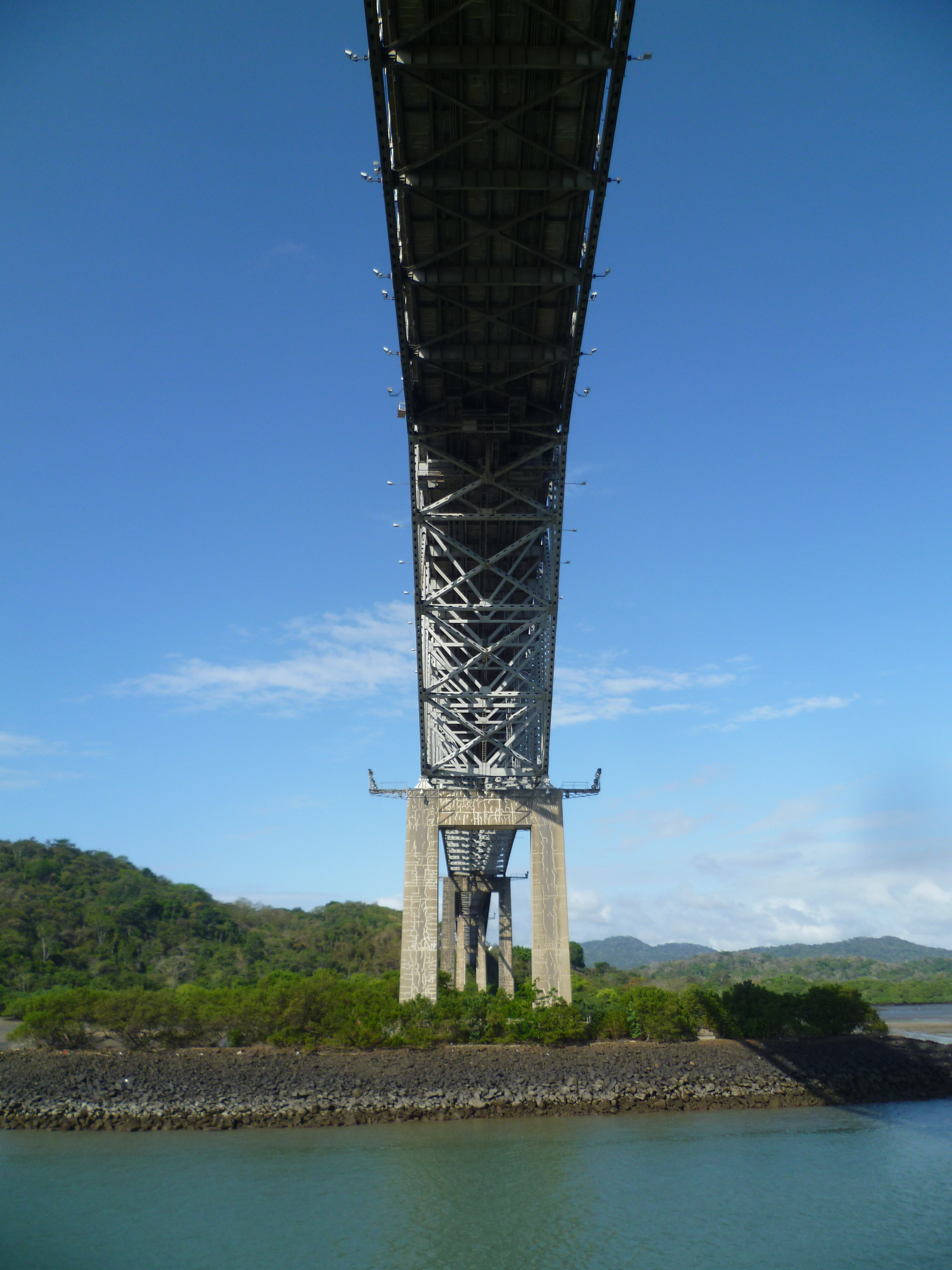
Alulról
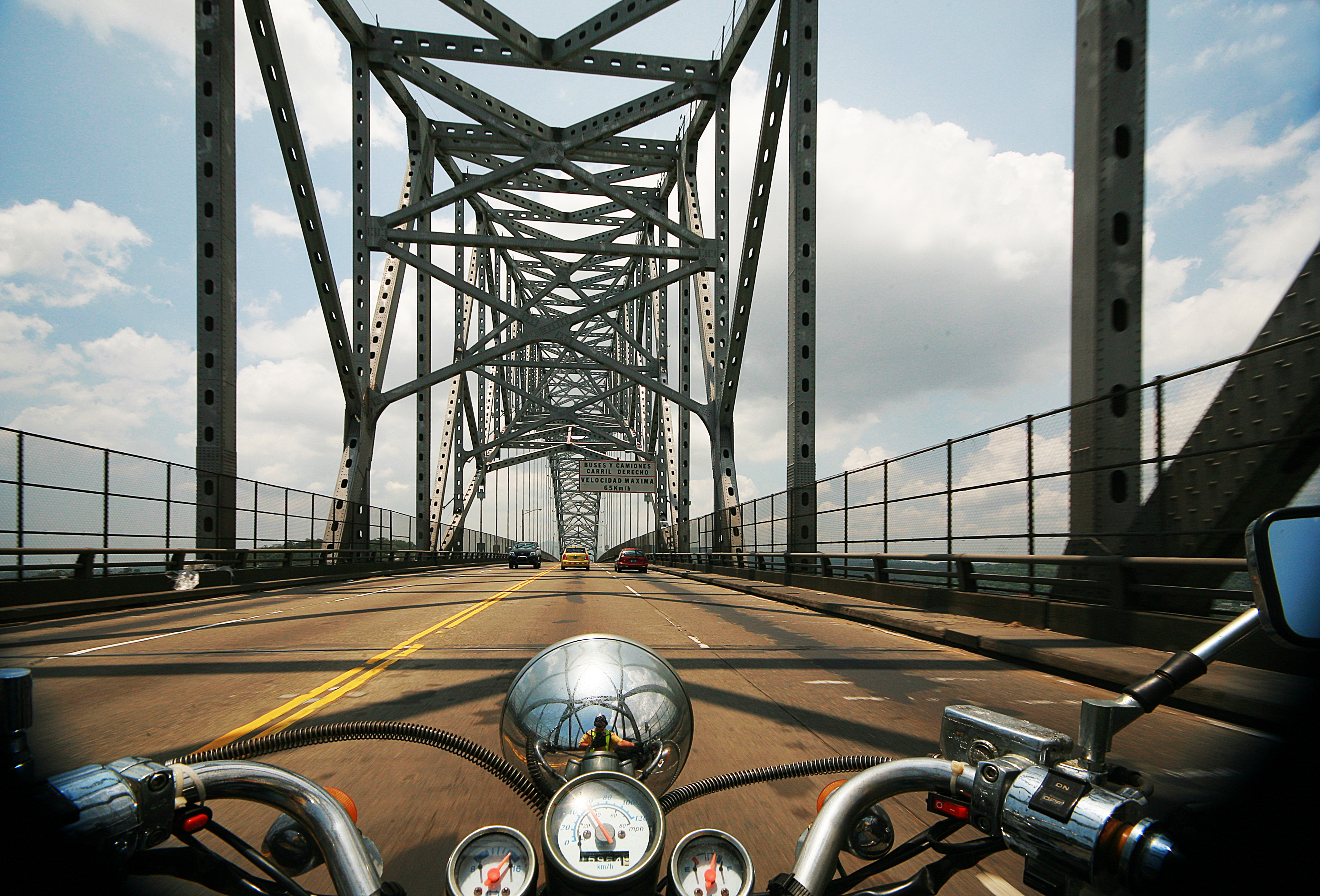
Motorral haladva rajta
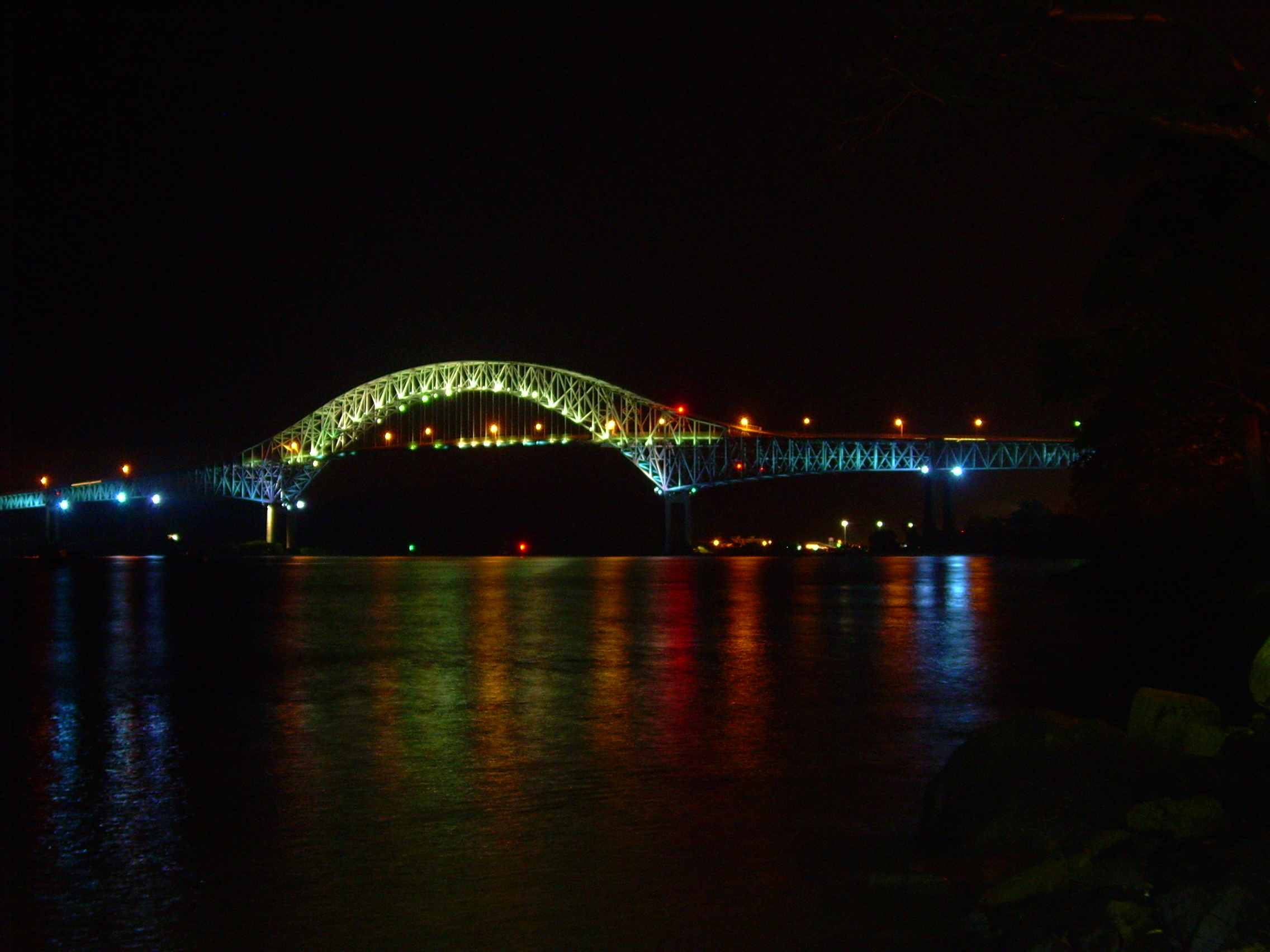
Éjjel, kivilágítva